# SYM TTLBT
Il SYM TTLBT è un maxiscooter di fascia alta prodotto dalla casa motociclistica taiwanese SYM dal 2025.

## Il contesto
Presentato in anteprima ad EICMA nel novembre 2024, la versione di produzione è stata svelata a Taiwan il 24 febbraio 2025; il veicolo si posiziona al di sopra del SYM Maxsym TL 508 nella gamma del produttore taiwanese.
A differenza del Maxsym TL da cui eredita il motore, il TTLBT ha una impostazione stilistica più motociclistica ispirandosi alle sport-tourer. 
Caratteristica del TTLBT è il fanale a LED a matrice e le borse laterali integrate nella carrozzeria dalla capacità di 14.4 e 13.6 litri. Il vano sottosella ha una capacità di 37 litri ed è di serie il supporto per montare un bauletto.
Di serie il veicolo ha una strumentazione TFT con display da 7 pollici e sistema Apple Carplay, oltre a parabrezza regolabile elettricamente e manopole riscaldate. 
Il nome "TTLBT" deriva dall'unione del termine italiane "Tartaruga" e inglese "Beast".

## Caratteristiche tecniche
Il motore è il bicilindrico parallelo SYM da 508 cm³ a quattro tempi e quattro valvole, raffreddato a liquido, conforme alla normativa Euro 5+. Eroga una potenza massima di 44,8 CV di potenza a 6.750 giri/min e una coppia massima di 49,9 Nm di coppia a 5.250 giri/min.
La trasmissione è automatica CVT con frizione multidisco in bagno d'olio, due le modalità di guida: Normal e Rain, gestite tramite sistema ride-by-wire. Di serie il controllo elettronico Vitesco EMS con tre impostazioni: controllo di trazione (TCS) disattivabile, ABS cornering e controllo di stabilità MSC Bosch.
Il telaio è un'evoluzione dei quello del Maxsym con una impostazione più turistica; è composto da motore fisso, forcella anteriore a steli rovesciati e monoammortizzatore posteriore con multilink e leveraggi progressivi. Impianto frenante composto da doppio disco anteriore da 275 mm e posteriore da disco singolo da 275 mm. Pneumatico anteriore 120/70 R15 e posteriore 160/60 R15. Lunghezza 2.203 mm, passo 1.543 mm, larghezza 890 mm, altezza 1.366 mm (1.492 mm con parabrezza nella posizione più alta). Il peso è di 254 kg.